# Autodrom Enzo e Dino Ferrari
Autodrom Enzo e Dino Ferrari ili staza Imola trkaća je staza smještena u mjestu Imola u Italiji i trenutačno je domaćin Velike nagrade Emilia Romagne u Formuli 1. Dobila je ime po Enzu Ferrariju i njegovom sinu Alfredu "Dinu" Ferrariju.

## Povijest staze
Za vrijeme Rimskog Carstva, oko 80. godine prije Krista, kad je to mjesto bilo poznato pod imenom Forum Cornelii, Imola je već imala amfiteatar za utrke konjskih zapreka. Staza je svoj trenutni izgled dobila krajem 1940-ih godina kada je pokrenut je niz javnih radova za pokretanje poslijeratne ekonomije. Najvažniji od tih radova bila je izgradnja ceste koja je povezivala brežuljke, preko Emilia, današnjeg zavoja Rivazza i zaseoka Codrignano, pa do zavoja Tosa. Lokalni stanovnici i zaljubljenici u automobilske utrke, Alfredo Campagnoli, Graziano Golinelli, Ugo Montevecchi i Gualtiero Vighi, razmišljali su o izgradnji staze za utrkivanje preko tih brežuljaka. Kasnije se navedenoj četvorici pridružio Checco Costa, koji je kasnije postao koordinator motociklističkih događaja.
Dana 22. ožujka 1950. postavljen je kamen temeljac za stazu Imola, iako su birokracija i problemi izvlaštenja susjednih imanja usporavali gradnju. Dvije godine kasnije u svrhu prvog testiranja staze, Enzo Ferrari je dao bolid Ferrari 340 koji su naizmjence vozili Alberto Ascari, Gianni Marzotto i Luigi Villoresi, i koji su imali prosječnu brzinu od 149 km/h. Motociklisti su također odradili testiranje, Masetti (Gilera), te Lorenzetti i Montanari (Moto Guzzi) imali su prosječnu brzinu 138 km/h. Prva službena utrka na Imoli održana je 25. travnja 1953. Bila je to utrka talijanskog prvenstva za klasu 125 i 500 kubika, koja je nosila naziv Velika nagrada Conija.

## Formula 1
Dana 14. rujna 1980. Imola je ugostila prvu utrku Formule 1 koja se bodovala za prvenstvo. Utrka je nosila ime Velika nagrada Italije, koja se do tada vozila na Monzi. Sljedeće 1981. Imola je postala domaćin Velike nagrade San Marina. U prvih pet VN San Marina (1981. – 1985.) slavilo je pet različitih pobjednika (Nelson Piquet, Didier Pironi, Patrick Tambay, Alain Prost i Elio de Angelis), a Alain Prost postao je prvi višestruki pobjednik utrke 1986. kada je slavio za McLaren. Nigel Mansell je 1987. slavio u Williams-Hondi, dok je Ayrton Senna pobijedio 1988. i 1989. Riccardo Patrese ostvario je prvu i jedinu pobjedu u F1 sezoni 1990. u Imoli, a godinu dana kasnije treći je put slavio Ayrton Senna. Nigel Mansell je 1992. ostvario petu uzastopnu pobjedu na startu sezone, Alain Prost je slavio 1993. u dominantnom Williams-Renaultu osvojivši i pole position i najbrži krug utrke.

## Vanjske poveznice
Imola – StatsF1